# Darfo Boario Terme
Darfo Boario Terme is een gemeente in de Italiaanse provincie Brescia (regio Lombardije) en telt 14.464 inwoners (31-12-2004). De oppervlakte bedraagt 36,2 km2, de bevolkingsdichtheid is 377 inwoners per km2.
De volgende frazioni maken deel uit van de gemeente: Capo di Lago, Corna, Bessimo, Gorzone, Erbanno, Angone, Montecchio.

## Demografie
Darfo Boario Terme telt ongeveer 5992 huishoudens. Het aantal inwoners steeg in de periode 1991-2001 met 2,9% volgens cijfers uit de tienjaarlijkse volkstellingen van ISTAT.
| Jaar | Inwoneraantal |
| ---- | ------------- |
| 1991 | 13.206        |
| 2001 | 13.590        |

## Geografie
Darfo Boario Terme grenst aan de volgende gemeenten: Angolo Terme, Artogne, Esine, Gianico, Piancogno, Rogno (BG).

## Externe link

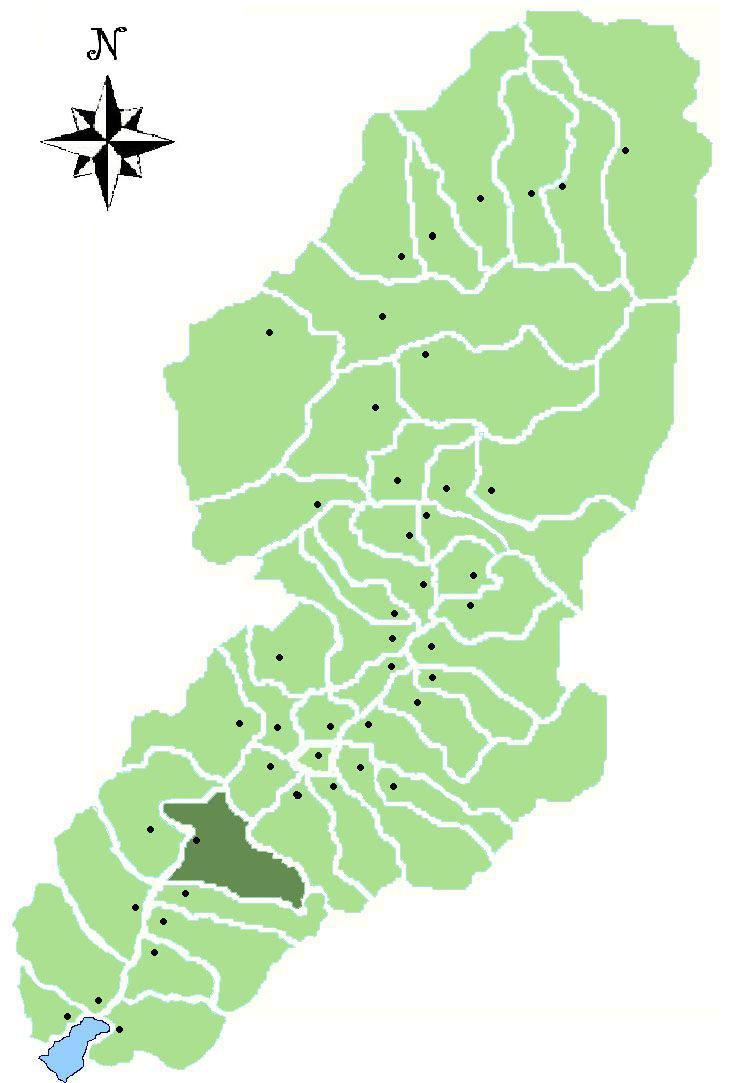
Darfo Boario Termes land in Valle Camonica